# Dominic Thiem
Dominic Thiem (n. 3 septembrie 1993, Wiener Neustadt, Austria Inferioară, Austria) este un fost jucător profesionist de tenis din Austria. A fost clasat pe locul 3 mondial la simplu de către Asociația Profesioniștilor din Tenis în martie 2020. A câștigat 17 titluri ATP între care și un titlu de Grand Slam, în 2020 la US Open si a disputat alte trei finale de Mare Șlem. Ca junior, Thiem a fost clasat pe locul 2 în lume. 

## Finale de Grand Slam

### Simplu: 4 (1–3)
| Rezultat | An   | Turneu          | Suprafață | Adversar         | Scor                         |
| -------- | ---- | --------------- | --------- | ---------------- | ---------------------------- |
| Loss     | 2018 | Roland Garros   | Zgură     | Rafael Nadal     | 4–6, 3–6, 2–6                |
| Loss     | 2019 | Roland Garros   | Zgură     | Rafael Nadal     | 3–6, 7–5, 1–6, 1–6           |
| Loss     | 2020 | Australian Open | Ciment    | Novak Đoković    | 4–6, 6–4, 6–2, 3–6, 4–6      |
| Win      | 2020 | US Open         | Hard      | Alexander Zverev | 2–6, 4–6, 6–4, 6–3, 7–6(8–6) |

## Viața personală
Părinții săi sunt antrenori de tenis. Dominic are un frate mai tânăr, Moritz Thiem, si el jucător profesionist.  

## Legături externe
- en de Site oficial Arhivat în 7 aprilie 2020, la Wayback Machine.
- en Dominic Thiem la Association of Tennis Professionals